# Teorema de Van Aubel

O teorema pode ser aplicado para um complexo (auto-intersecção) quadrilateral.

Na geometria, o teorema de Van Aubel descreve a relação entre quadrados construídos a partir de um quadrilátero. Este afirma que os dois segmentos de linha entre os quadrados opostos são de comprimentos iguais e ângulos proporcionais, ou seja, os pontos centrais de quatro quadrados formam os vértices de um quadrilátero equidiagonal e ortodiagonal. Esse teorema foi publicado por H. H. van Aubel em 1878.
Nos triângulos, os triângulos podem formar outros triângulos a partir de uma proporcionalidade formada entre segmentos construídos a partir do baricentro. Essa relação pode ser equacionada:

{\displaystyle {\frac {PA}{PA'}}={\frac {B'A}{B'C}}+{\frac {C'A}{C'B}}}
{\displaystyle {\frac {PA}{PA'}}={\frac {{\mathcal {A}}_{PAB}}{{\mathcal {A}}_{PA'B}}}={\frac {{\mathcal {A}}_{PAC}}{{\mathcal {A}}_{PA'C}}}={\frac {{\mathcal {A}}_{PAB}+{\mathcal {A}}_{PAC}}{{\mathcal {A}}_{PA'B}+{\mathcal {A}}_{PA'C}}}={\frac {{\mathcal {A}}_{PAB}}{{\mathcal {A}}_{PBC}}}+{\frac {{\mathcal {A}}_{PAC}}{{\mathcal {A}}_{PBC}}}}
{\displaystyle {\frac {B'A}{B'C}}={\frac {{\mathcal {A}}_{B'AB}}{{\mathcal {A}}_{B'CB}}}={\frac {{\mathcal {A}}_{B'AP}}{{\mathcal {A}}_{B'CP}}}={\frac {{\mathcal {A}}_{B'AB}-{\mathcal {A}}_{B'AP}}{{\mathcal {A}}_{B'CB}-{\mathcal {A}}_{B'CP}}}={\frac {{\mathcal {A}}_{PAB}}{{\mathcal {A}}_{PBC}}}}
{\displaystyle {\frac {C'A}{C'B}}={\frac {{\mathcal {A}}_{C'AC}}{{\mathcal {A}}_{C'BC}}}={\frac {{\mathcal {A}}_{C'AP}}{{\mathcal {A}}_{C'BP}}}={\frac {{\mathcal {A}}_{C'AC}-{\mathcal {A}}_{C'AP}}{{\mathcal {A}}_{C'BC}-{\mathcal {A}}_{C'BP}}}={\frac {{\mathcal {A}}_{PAC}}{{\mathcal {A}}_{PCB}}}}